# Oxalis odorata
Oxalis odorata är en harsyreväxtart som beskrevs av J.C.Manning & Goldblatt. Oxalis odorata ingår i släktet oxalisar, och familjen harsyreväxter. Inga underarter finns listade i Catalogue of Life.